# San Ignacio (kommun i Honduras, Departamento de Francisco Morazán, lat 14,67, long -87,03)
San Ignacio är en kommun i Honduras.   Den ligger i departementet Departamento de Francisco Morazán, i den centrala delen av landet, 70 km norr om huvudstaden Tegucigalpa. Antalet invånare är 7 114. Arean är 333 kvadratkilometer.
Terrängen i San Ignacio är kuperad.